# إريك كيرن
إريك كيرن (بالألمانية: Erich Kern) هو صحفي الرأي وكاتب نمساوي، ولد في 27 فبراير 1906 في غراتس في النمسا، وتوفي في 13 سبتمبر 1991.